# Date A Live
Date A Live (デート・ア・ライブ?, Dēto A Raibu) è una serie di light novel scritta da Kōshi Tachibana e illustrata da Tsunako. Il primo volume è stato pubblicato il 19 marzo 2011 da Fujimi Shobō e al 19 marzo 2020 sono stati pubblicati ventidue romanzi della serie. Quattro adattamenti manga sono stati realizzati da diversi disegnatori, tutti pubblicati da Fujimi Shobo.
Una serie televisiva anime ispirata alla serie di romanzi è stata prodotta da AIC PLUS+ e trasmessa dal 6 aprile al 15 giugno 2013, con il primo distribuito via streaming in anteprima su Nico Nico Douga il 31 marzo; alla prima stagione è seguita la pubblicazione di un episodio OAV in allegato al nono romanzo della serie originale. La serie è stata rinnovata per altre due stagioni: la seconda da 10 episodi è stata prodotta da Production IMS, trasmessa da aprile a giugno 2014 e succeduta da un altro episodio OAV; la terza è stata invece prodotta da J.C.Staff ed è andata in onda dall'11 gennaio al 29 marzo 2019. Un lungometraggio animato è stato distribuito dal 22 agosto 2015 in Giappone, mentre nel settembre 2019 è stata resa nota la produzione di un nuovo anime sul franchise Date A Live, ovvero due film dedicati a Date A Live Fragment: Date A Bullet. Una quarta stagione, prodotta da Geek Toys, è stata trasmessa da aprile a giugno 2022. Una quinta stagione è stata trasmessa da aprile a giugno 2024. Un nuovo progetto anime è stato annunciato.

## Trama

Shido Itsuka nella serie anime

Trent'anni prima dell'inizio della storia, uno strano fenomeno chiamato poi sisma spaziale si abbatte nel centro dell'Eurasia devastandola e provocando la morte di 150 milioni di persone. Dopo questo evento altri piccoli sismi spaziali di dimensioni minori cominciano ad abbattersi in tutto il mondo. La storia inizia il 10 aprile, giorno in cui si ritorna a scuola dopo la fine delle vacanze primaverili. Il protagonista della storia, Shido Itsuka, un normale ragazzo liceale si imbatte in una misteriosa ragazza apparsa proprio al centro del cratere causato da un sisma spaziale. Sua sorella Kotori gli rivela poi che quella ragazza è uno "Spirito" e che essi sono la vera causa dei sismi spaziali. Shido apprende anche che sua sorella è la comandante della Fraxinus e che fa parte di un'organizzazione chiamata Ratatoskr. Shido viene quindi reclutato dall'organizzazione per via della sua misteriosa capacità di sigillare i poteri degli Spiriti, in modo tale da fermarli e far sì che non rappresentino più una minaccia per l'umanità. Tuttavia, vi è un problema: per sigillare i poteri di uno Spirito, Shido deve invitarla a un appuntamento e farla innamorare di lui per poi baciarla.
La storia si incentra sul giovane Shido e sui suoi vari appuntamenti con gli Spiriti, oltre che alla scoperta sulle origini degli Spiriti stessi e a ulteriori dettagli sulla loro esistenza.

## Terminologia
- Spiriti: Con il termine Spiriti (精霊?, Seirei) si indicano forme di vita misteriose che risiedono in una dimensione diversa dal nostro mondo e la cui esistenza è avvolta nel mistero. Sono esseri dotati di elevate capacità combattive e dispongono dei più svariati poteri. Quando attraversano le dimensioni per arrivare nel nostro mondo possono far vibrare lo spazio causando un sisma spaziale che devasta l'area circostante in modo simile a una grande esplosione, per questo motivo gli Spiriti vengono classificati come pericolose calamità naturali da eliminare, anche se la loro esistenza viene tenuta segreta alla popolazione. Gli Spiriti hanno l'aspetto di giovani ragazze e la loro struttura corporea è identica a quella di un essere umano. Tutti gli Spiriti dispongono di capacità fisiche sovrumane oltre ad avere la capacità di volare, sono inoltre protetti dal loro Abito Astrale che fa loro da scudo e che li rendono immuni alla maggior parte delle armi convenzionali. Gli Spiriti dispongono tutti di un loro Angelo personale che possono usare come armi per combattere.
- Abito Astrale: L'Abito Astrale, è l'abito che indossano gli Spiriti. L'abito è composto da energia spirituale e funge come sorta di armatura per proteggere gli Spiriti. Gli abiti astrali non possono essere scalfiti o danneggiati da mezzi convenzionali. Gli abiti astrali garantiscono l'immunità a qualsiasi attacco e possono essere danneggiati solo attraverso speciali tecnologie come quella dei Realizer o dagli attacchi di altri Spiriti. Oltre a l'immunità, gli Abiti Astrali presentano di per sé un'elevatissima resistenza, sostenendo sia gli attacchi dei Wizard dell'AST sia quelli della DEM.
- Angeli: Gli Angeli sono lo scudo assoluto che protegge gli Spiriti e vengono utilizzati dagli Spiriti stessi come principale mezzo offensivo per combattere. Ognuno di loro prende il nome dai dieci angeli guardiani dell'albero Sephirot, l'albero della vita. La loro forma e i loro poteri variano da Spirito a Spirito. I poteri degli Angeli si riflettono sugli Spiriti stessi fungendo sia come mezzo sia come amplificatore per i loro poteri. Gli angeli hanno, inoltre, la comune capacità di potersi riformare se vengono distrutti o danneggiati indipendentemente dal tipo o entità di danno. Inoltre tutti gli Spiriti possiedono una conoscenza istintiva sull'utilizzo dei loro angeli.
- Forma Inversa: La Forma Inversa è un ulteriore stadio a cui possono giungere gli Spiriti, a detta di Westcott, è l'aspetto originario che hanno gli Spiriti nella dimensione da cui provengono. Gli Spiriti sono in grado di raggiungere questa forma, quando provano sentimenti ed emozioni negative. In questa forma dispongono di un nuovo Abito Astrale, e il loro Angelo viene sostituito da un Re Demone con gli stessi poteri e abilità della sua controparte. Gli Spiriti dopo la trasformazione sono molto più potenti che nella loro forma normale, diventando estremamente aggressivi e pericolosi. Dopo la trasformazione i loro poteri e le loro abilità rimangono pressoché uguali a quelle che avevano nella loro forma normale, ma vengono notevolmente incrementati. Dopo l'inversione gli Spiriti possono raggiungere un punto di non ritorno, che una volta oltrepassato rende a Shido impossibile annullare l'inversione.
- Re Demoni: I Re Demoni sono le armi principali degli Spiriti nella loro Forma Inversa. Come per gli angeli, ognuno di loro prendono i nomi dai dieci demoni guardiani dell'albero Qliphoth, l'albero della morte. I Re Demoni hanno un aspetto simile ma più oscuro rispetto agli angeli di cui sono la controparte. I Re Demoni hanno gli stessi poteri e abilita delle loro controparti, tuttavia sono molto più potenti.
- Cristallo Sephira: I cristalli Sephira sono misteriose gemme che tutti gli Spiriti portano all'interno dei loro corpi. Quando qualcuno tocca il cristallo, esso viene assorbito da chi l'ha toccato e lo trasforma in uno Spirito. Ogni cristallo contiene al suo interno un Angelo ed è la fonte dei poteri di tutti gli Spiriti. I Cristalli Sephira possono essere rimossi solo con la morte stessa dello Spirito, oppure attraverso l'utilizzo dei Realizer, tuttavia questa procedura è di norma fatale per gli Spiriti. A detta di Mio i cristalli Sephira possono inoltre essere tossici per il corpo dell'ospite e possono condurlo alla follia. I Cristalli necessitano quindi di essere raffinati uccidendo l'ospite iniziale per poi trapiantare il cristallo in un nuovo ospite. La continua raffinazione dei cristalli consente a essi di completarsi, in questo modo, vengono risolti anche gli inconvenienti negativi.
- Cristallo Qlipha: I cristalli Qlipha sono le controparti dei cristalli Sephira, essi hanno la stessa forma dei cristalli Sephira ma sono neri. Essi si trovano all'interno dei corpi degli Spiriti quando sono nella loro Forma Inversa. Esattamente come i cristalli Sephira, ogni cristallo Qlipha contiene al suo interno un Re Demone ed è la fonte dei poteri di tutti gli Spiriti quando sono in questa forma. Se un cristallo Qlipha viene estratto dal corpo di uno Spirito esso perde la capacità di trasformarsi nella sua Forma Inversa e torna alla sua forma normale. Proprio come avviene per i cristalli Sephira l'estrazione di un cristallo Qlipha è di norma fatale per uno Spirito.
- Spacequakes: Gli spacequakes o anche sismi spaziali sono fenomeni che si verificano quando una determinata area dello spazio vibra. Quando ciò accade tutto ciò che si trova all'interno di quello spazio viene distrutto. Questi fenomeni vengono causati dagli Spiriti quando attraversano la loro dimensione per giungere nella nostra, ma possono anche essere causati volontariamente dagli Spiriti stessi. Uno spacequake può essere annullato se ne viene generato un altro della stessa potenza e dimensione.
- Lost: È un termine utilizzato quando uno Spirito scompare dal nostro mondo per tornare nella loro dimensione, dopodiché la loro ricerca diventa impossibile fino a che non riappaiono. Tuttavia, gli Spiriti sigillati da Shido non sono in grado di tornare nell'altra dimensione.
- Fraxinus: La Fraxinus è l'aeronave principale del Ratatoskr. L'aeronave funge da centro di comando del Ratatoskr, proprio per questo rappresenta una base molto importante per i suoi membri. Solitamente l'aeronave si trova a circa 15.000 metri sopra la città di Tengu. L'aeronave dispone di diverse armi sia a scopo difensivo sia offensivo. Dopo essere stata gravemente danneggiata da Origami, la Fraxinus viene ricostruita e aggiornata in una versione più potente chiamata Fraxinus EX.
- Goetia: La Goetia è l'aeronave da guerra personale di Ellen, viene pilotata solamente da quest'ultima attraverso una rete di fili e di dispositivi elettronici. Vanta una notevole potenza di fuoco, tuttavia il punto di forza dell'aeronave sta nella sua destrezza locomotiva dovuta a chi la pilota. Le prestazioni sono abbastanza elevate da sconfiggere facilmente la Fraxinus nella prima linea temporale, anche se subisce diversi danni durante lo scontro con la nuova Fraxinus EX.
- Realizer: I Realizer sono una speciale tecnologia inventata da Isaac. Questa tecnologia viene distribuita in tutti i paesi del mondo e viene impiegata nei più svariati campi tra cui quello medico e bellico. Le principali aziende fornitrici di questa tecnologia sono la DEM e l'Asgard Electronics che distribuiscono i Realizer a tutte le forze militari nel mondo. La tecnologia dei Realizer viene soprattutto impiegata in ambito bellico per combattere gli Spiriti poiché questa tecnologia è l'unico modo per ferire uno Spirito quando indossa il suo Abito Astrale. Questa tecnologia può anche essere applicata per la ricostruzione degli edifici. L'esistenza di questa tecnologia è segreta e solo i governi e le unità anti Spirito ne sono a conoscenza, rimanendo quindi sconosciuta alla popolazione civile.
- Unità CR: Le unità CR o meglio CR-Unit sono tute da combattimento che sfruttano la tecnologia dei Realizer per combattere gli Spiriti. Vengono infatti utilizzate dalle forze speciali di tutto il mondo per contrastare la minaccia degli Spiriti. I Wizards dell'AST, della DEM e delle altre unità anti-Spirito indossano queste tute per poter combattere gli Spiriti. La tuta infatti garantisce una maggiore forza fisica e dispone di diverse armi per l'utilizzatore. Esistono inoltre diversi modelli di CR-Unit che si differenziano dai modelli standard utilizzati dalle forze militari, questi modelli vengono prodotti dalla DEM e dall'Asgard Electronics.
- Wizard: I Wizard o anche maghi sono esseri umani addestrati all'utilizzo dell'avanzata tecnologia dei Realizer implementata nelle loro CR-Unit per scopi militari e in particolar modo per sconfiggere gli Spiriti. I Wizard hanno ricevuto tutti una speciale formazione per poter controllare il Territory generato dai Realizer al fine di combattere gli Spiriti e dispongono di un impianto di manipolazione che permette loro di espanderlo e manipolarlo attraverso la loro concentrazione. I Wizards attraverso la manipolazione del Territory sono in grado di volare e di avere anche altre capacità, ma questo dipende dal tipo di CR-Unit che si utilizza. L'utilizzo delle CR-Unit più avanzate può spesso essere fatale, poiché il loro utilizzo provoca un enorme stress sul corpo e la mente. I Wizard tuttavia possono sottoporsi a dei trattamenti sul loro corpo in modo da aumentare le loro capacità e poter utilizzare CR-Unit più avanzate. La modifica dei loro corpi può però portare alla riduzione della loro aspettativa di vita, come nel caso di Mana. La maggior parte dei Wizard fanno parte della DEM tuttavia alcuni stati hanno creato delle loro squadre di Wizard sotto il loro comando, come l'AST e la SSS. Da un punto di vista complessivo, però, anche utilizzando tutte le loro attrezzature i Wizard non sono in grado di contrastare il potere immenso degli Spiriti. Tuttavia esistono anche alcune eccezioni come Ellen Mira Mathers, Mana Takamiya e Artemisia Bell Ashcroft, che sono considerate Wizard talmente forti da contrastare da sole uno Spirito.
- Territory: Il Territory è un'area d'influenza circolare generato dai Realizer. Attraverso la manipolazione del loro Territory, al suo interno i Wizard sono in grado di compiere imprese praticamente impossibili per i normali esseri umani come se stessero usando la magia. Tra di esse vi è la possibilità di volare, annullare la gravità, rafforzare il proprio corpo aumentando forza e agilità, creare scudi e barriere per difendersi dagli attacchi degli Spiriti, far levitare gli oggetti indipendentemente dal peso, aumentare il potere distruttivo delle armi come pistole, spade o missili e intrappolare qualcosa o qualcuno all'interno del proprio Territory. Il raggio del Territory può essere controllato dal Wizard tramite una grande concentrazione, ma più esso viene esteso e più perde efficacia, al contrario più l'area d'influenza viene ridotta più il Territory risulta efficace. Ellen Mira Mathers è l'unica Wizard al mondo a poter usare un Territory senza l'impiego di una CR-Unit.
- Round: I Round sono i membri del consiglio d'amministrazione del Ratatoskr. Il consiglio è noto anche come La Tavola Rotonda. Il gruppo è composto principalmente dai finanziatori del Ratatoskr, e con l'eccezione di Woodman, la maggior parte dei Round è interessata unicamente al potere degli Spiriti per i propri interessi. In seguito agli eventi di Itsuka Disaster, molti membri dei Round vengono puniti per aver tramato alle spalle di Woodman.
- Adeptus: Il sistema degli Adeptus è una gerarchia presente all'interno della DEM tra i suoi Wizard. In questa gerarchia sono presenti i Wizard più forti all'interno dell'organizzazione. A ogni Wizard a cui viene assegnato il titolo di Adeptus viene anche assegnato un numero che indica il suo livello di forza. Ellen Mira Mathers è il Wizard all'apice di questa gerarchia essendo lei l'Adeptus 1. Nel corso della storia Jessica, l'Adeptus 3 della DEM perde la vita mentre l'Adeptus 2, Mana lascia l'organizzazione e il suo posto viene preso in seguito da Artemisia Bell Ashcroft.
- SSS (Special Sorcery Service): L'SSS è l'equivalente britannica dell'AST che appare nel manga Date AST Like. Si tratta di un'organizzazione anti-Spirito legata alla DEM e la cui sede operativa si trova a Londra. Artemisia Bell Ashcroft era il Wizard al vertice dell'organizzazione prima che lasciasse l'SSS per entrare nella DEM.
- Semi-Spiriti: I Semi-Spiriti sono una tipologia di Spiriti che appare in Date A Live Fragment. Come suggerisce il nome sono Spiriti incompleti che risiedono nel Mondo Confinante. La differenza sostanziale che li differenzia dagli Spiriti è il fatto che possiedono solo un frammento di un cristallo Sephira. Mentre vivono nel Mondo Confinante, l'esistenza dei Semi-Spiriti è alimentata dal loro frammento di Sephira. Nel caso il frammento venga danneggiato o rimosso, il Semi-Spirito inizierà immediatamente a svanire. Inoltre, la stragrande maggioranza dei Semi-Spiriti hanno parte dei loro ricordi relativi alle loro vecchie vite come umani nell'altro mondo. Tuttavia, la maggioranza non riesce a ricordare come siano finiti per perdersi nel Mondo Confinante. Inoltre, non è raro che un Semi-Spirito perda completamente i suoi ricordi e persino la sua intera personalità durante la permanenza nel Mondo Confinante. Ciò che è essenziale per la sopravvivenza dei Semi-Spiriti è avere sogni o aspirazioni per il futuro. Un Semi-Spirito che non è attaccato ad un forte desiderio alla fine svanirà completamente a prescindere dalla condizione del suo frammento di Sephira.

## Ambientazione

### Tengu
È la città in cui abitano Shido e Kotori e dove si svolgono la maggior parte degli eventi in Date A Live. La città si trova all'interno della regione del Kanto ed è circondata completamente da montagne. La città è stata costruita su un gigantesco cratere formato da un sisma spaziale in Giappone trent'anni prima, inoltre dispone delle più avanzate tecnologie per prevenire i sismi spaziali. La città è infatti molto tecnologica e sono presenti ovunque sensori e allarmi in grado di rilevare i sismi spaziali. Oltre a ciò sono presenti anche rifugi sotterranei sparsi per tutta la città.

### Raizen High School
La Raizen High School o anche Istituto Superiore Raizen, è la scuola frequentata attualmente da Shido e da alcuni degli Spiriti. Tohka, Origami, le sorelle Yamai, e occasionalmente Kurumi, vengono a scuola qui. Si tratta di una scuola pubblica situata nella città di Tengu. Essendo stata costruita nell'area del disastro che ha colpito il Giappone dallo scisma di trent'anni prima, la scuola è stata installata con il nuovo tipo di rifugio sotterraneo in grado di adattarsi a tutti gli studenti per ogni volta che si verifica un sisma nell'area circostante. Proprio per questi motivi il tasso di frequentazione della scuola è piuttosto elevato. Le regole della scuola obbligano gli studenti a indossare in ogni momento l'uniforme scolastica durante tutte le ore di lezione.

### Isola Arubi
È un'isola di proprietà della DEM dove Shido e gli altri studenti della sua classe vanno in gita. È l'isola sulla quale Shido incontra la prima volta le sorelle Yamai e dove avviene il primo scontro diretto con la DEM.

### Isola Neryl
L'isola Neryl è un'isola che si trova nell'oceano Pacifico. L'isola è di proprietà della DEM dove è presente anche una loro base. Nia dopo essere stata catturata dalla DEM è stata tenuta in coma su quest'isola. Durante il corso della serie mentre avviene il trasporto di Nia, Kurumi che è alla ricerca di Nia, attacca il convoglio che sta per partire dalla base dell'isola venendo però fermata da Artemisia.

### Mondo Confinante
Il Mondo Confinante è la dimensione in cui risiedono i Semi-Spiriti e prima di loro gli Spiriti stessi. Venne creata dal Primo Spirito al momento della sua nascita. Le leggi che governano questa dimensione sono completamente diverse da quelle del mondo reale. Nella serie principale di Date A Live il Mondo Confinante viene solo accennato, mentre nella serie Date A Live Fragment: Date A Bullet è il luogo principale dove si svolgono gli eventi. In Date A Bullet dopo la partenza degli Spiriti la dimensione è abitata dai Semi-Spiriti. Il Mondo Confinante è diviso in 10 regioni ognuna delle quali associata a uno degli Spiriti ed è governata da un Semi-Spirito.
- Keter (ケテル?, Keteru): Keter è la prima regione del Mondo Confinante ed è associata a Origami Tobiichi. L'attuale governatore della regione è sconosciuto. Si dice che la regione di Keter sia l'unico modo per tornare indietro del mondo reale ed è la regione di destinazione di Kurumi in Date A Bullet così come della Regina Bianca. La regione è collegata direttamente a Chokmah e Binah tuttavia i percorsi che conducono alla seconda e alla terza regione sono chiusi.
- Chokmah (コクマー?, Kokumā): Chokmah è la seconda regione del Mondo Confinante ed è associata a Nia Honjou. L'attuale governatore della regione è Maya Yukishiro. La regione è descritta come un paesaggio ambiguo dove è presente solo una torre. Questa torre è in realtà una biblioteca che contiene tutti i libri del Mondo Confinante, inoltre si dice che questa regione vi sia contenuto il segreto per raggiungere la prima regione. La regione è collegata direttamente a Keter, Binah, Chesed e Tiphereth tuttavia i percorsi che conducono alla prima e alla terza regione sono chiusi.
- Binah (ビナー?, Binā): Binah è la terza regione del Mondo Confinante ed è associata a Kurumi Tokisaki. Inizialmente la regione era governata da Carte A Jouer mentre l'attuale governatore della regione è la Regina Bianca. L'attrazione principale della regione è il castello della Regina Bianca. Un grande castello che presenta un arsenale pieno di Angeli e Abiti Astrali, una prigione delle torture, una stanza in cui è conservato il tempo di riserva per la Regina Bianca e varie altre stanze che ospitano gli esperimenti della Regina. All'interno del castello è presente anche una sala del trono e un giardino.
- Chesed (ケセド?, Kesedo): Chesed è la quarta regione del Mondo Confinante ed è associata a Yoshino Himekawa. L'attuale governatrice della regione è Ariadne Foxrot. Si sa poco della regione tuttavia si sa che l'evento di compilazione della regione sottopone molti Semi-Spiriti a innamorarsi del ragazzo dell'altro mondo. La regione è collegata direttamente a Netzach, Tiphereth e Chokmah. Il percorso tra Netzach e Chesed è chiuso.
- Gevurah (ゲブラー?, Geburā): Gevurah è la quinta regione del Mondo Confinante ed è associata a Kotori Itsuka. L'attuale governatrice della regione è Haraka Kagarike. Gevurah è una sterile terra desolata avvolta dalle fiamme, la regione è descritta come simile a una prigione e il calore è talmente intenso da poter incendiare gli alberi vicini, oltre a ciò la regione presenta anche vulcani attivi che eruttano occasionalmente. Similmente a Malkuth, è l'unica altra regione in cui i Semi-Spiriti hanno come ragione della propria esistenza combattere fino alla morte. Gevurah è in conflitto diretto con l'esercito della Regina Bianca in una viziosa guerra e oltre la metà della regione è ora sotto il controllo della Regina Bianca. La regione è collegata direttamente a Hod, Tiphereth e Binah. Il percorso tra Binah e Gevurah resta aperto per permettere ad Haraka di combattere le forze della Regina Bianca mentre il percorso con Hod è chiuso.
- Tiphereth (テイファレト?, Teifareto): Tiphereth è la sesta regione del Mondo Confinante ed è associata a Mukuro Hoshimiya. La governatrice della regione è Oka Miyafuji ma dopo la sua morte il posto resta vacante. L'attrazione principale della regione è la dimora di Oka, un grande edificio in cui si svolgono le conferenze tra i governatori delle regioni; a fianco del palazzo si può trovare una sala da giochi e un negozio di semifreddi. Come governatore della regione Oka favorisce l'unita, cercando quindi di incorporare aspetti di altre regioni a tal fine. Inoltre Tiphereth ha una politica dove le cose devono essere naturali, ad esempio la cucina e l'artigianato vengono fatti usando materie reali piuttosto che da Reiryoku. Dopo la morte di Oka la regione si trova in uno stato di caos. Si scopre inoltre che le forze della Regina Bianca si sono infiltrate nella regione attraverso la popolazione dei Vuoti, permettendo alla Regina di accedere alla regione quando desiderava. Essendo il centro del Mondo Confinante, Tiphereth è direttamente collegata a tutte le regioni tranne Malkuth e Keter. Il percorso verso Binah è chiuso.
- Netzach (ネツアク?, Netsuaku): Netzach è la settima regione del Mondo Confinante ed è associata a Natsumi. La governatrice della regione è Yuri Sagakure ma dopo la sua morte il posto resta vacante. La regione è avvolta da una notte eterna con gli orologi della regione che omettono le ore comprese dalla I alla V. La giornata inizia alle 18:00 e termina alle 12:00, ripetendo ogni volta questo ciclo. Una caratteristica della regione è la presenza di diversi casinò in cui si può giocare a tutti i tipi di giochi d'azzardo come il poker, le slot machine, roulette e il mahjong. Il governatore risiede nell'alto del casinò IS, il casinò centrale di Netzach. La regione appare per la maggior parte come una vivace città notturna, e spesso si trovano Semi-Spiriti ubriachi che si aggirano nelle strade notturne. Vi sono anche molte luci al neon e insegne che decorano ogni edificio. Yuri Sagakure possiede anche un palazzo all'interno di Netzach, che viene descritto come un grande edificio a forma di scatola. La società della regione ruota interamente attorno al denaro grazie al quale i residenti possono fare ciò che vogliono. Al momento del loro ingresso nella regione i Semi-Spiriti ricevono in prestito un milione di YP, la valuta locale della regione, a interessi zero e i Semi-Spiriti sono liberi di accumulare denaro a proprio piacimento mentre il furto e la rapina sono fuori discussione, poiché i soldi non possono essere trasferiti da persona a persona a meno che non si tratti di una transazione formale. Le spese di soggiorno nella regione sono molto costose e inoltre il livello di sicurezza è molto elevato grazie all'alta tecnologia presente. Netzach è una regione nel quale è facile perdersi e venire imbrogliati e a causa del governatore corrotto della regione vi è poca cura effettiva per i cittadini, inoltre per lasciare la regione è previsto un prezzo da pagare e l'unica via d'uscita è l'inserimento di monete YP nel cancello pesantemente sorvegliato. La regione è collegata direttamente a Yesod, Tiphereth e Chesed. Il percorso tra Netzach e Chesed è chiuso.
- Hod (ホド?, Hodo): Hod è l'ottava regione del Mondo Confinante ed è associata alle sorelle Yamai. La governatrice della regione è Kareha Banouin ma dopo la sua morte il suo posto viene preso da Retsumi Jugasaki.
- Yesod (イエソド?, Iesodo): Yesod è la nona regione del Mondo Confinante ed è associata a Miku Izayoi. Inizialmente la governatrice della regione è Rinemu Kirari ma in seguito il suo posto viene preso da Mizuha Banouin mentre Rinemu diventa la vice governatrice della regione.
- Malkuth (マルクト?, Marukuto): Malkuth è la decima regione del Mondo Confinante ed è associata a Tohka Yatogami. La governatrice della regione è Doll Master ma dopo la sua morte il posto resta vacante.

## Media

### Light novel
Scritte da Kōshi Tachibana e illustrate da Tsunako, le light novel di Date A Live sono state pubblicate dalla casa editrice Fujimi Shobō, sotto l'etichetta Fujimi Fantasia Bunko. Il primo romanzo è stato pubblicato il 19 marzo 2011 ed entro il primo quadrimestre 2020 sono stati pubblicati in tutto ventidue volumi.
Una serie spin-off intitolata Date A Live Encore (デート・ア・ライブ アンコール?, Dēto A Raibu Ankōru) è stata pubblicata dallo stesso editore a partire dal 18 maggio 2013 e al secondo quadrimestre del 2022 sono usciti 11 volumi in totale. Sotto la supervisione di Tachibana, una seconda serie spin-off di light novel intitolata Date A Live Fragment: Date A Bullet (デート・ア・ライブ フラグメント デート・ア・バレット?, Dēto A Raibu Furagumento Dēto A Baretto), scritta da Yuichiro Higashide e illustrata da NOCO, è stata pubblicata il 18 marzo 2017 sempre da Fujimi Shobo.
Un'altra serie spin-off intitolata Majutsu tantei Tokisaki Kurumi no jikenbo (魔術探偵・時崎狂三の事件簿?) viene pubblicata dal 20 ottobre 2023.

### Manga
Un manga disegnato dall'artista ringo e ispirato ai romanzi di Date A Live è stato serializzato sul Monthly Shōnen Ace di Kadokawa Shoten a partire da aprile 2012, salvo poi interrompersi bruscamente e in maniera definitiva un anno dopo a causa di problemi di salute del disegnatore. Un unico volume tankōbon è stato pubblicato da Kadokawa per questa serie il 21 agosto 2012.
Un secondo manga disegnato da Sekihiko Inui è stato serializzato sulla rivista Monthly Shōnen Ace a partire dal numero di gennaio 2014, pubblicato il 26 novembre 2013. Sul secondo volume del manga viene in seguito annunciato che il terzo volume, all'epoca previsto per l'inverno 2014, sarebbe stato l'ultimo.
Un manga spin-off intitolato Date A Party e disegnato da Yui Hinamori è stato pubblicato a partire dal numero di febbraio 2014 della rivista Dragon Age di Fujimi Shobō, uscito il 9 gennaio 2014. La serie è incentrata su alcune vicende tratte dalla vita quotidiana dei protagonisti della serie di romanzi originale.

### Anime
Nel novembre 2011 l'editore Fujimi Shobō rese noto tramite la propria etichetta Fantasia Bunko che era in lavorazione un anime ispirato alla serie di romanzi Date A Live. La serie televisiva è stata prodotta dallo studio AIC PLUS+ sotto la regia di Keitaro Motonaga. Satoshi Shino si è occupato dello sviluppo dell'aspetto dei personaggi basandosi su quello originale di Tsunako, mentre Go Sakabe si è occupato della colonna sonora insieme al direttore del suono Yasunori Ebina. Composto da 12 episodi, l'anime è stato pubblicato in prima battuta via web sul servizio di video streaming Niconico dal 31 marzo 2013, per poi avere una regolare trasmissione televisiva su Tokyo MX a partire dal 6 aprile 2013 La pubblicazione online si è conclusa il 16 giugno, mentre quella televisiva il 22 giugno. Un tredicesimo episodio aggiuntivo è stato pubblicato come OAD in Blu-ray in allegato all'edizione limitata del nono romanzo della serie originale il 9 dicembre 2013. La sigla di apertura è intitolata Date A Live (デート・ア・ライブ?, Dēto A Raibu) ed è interpretata da Sweet Arms, un gruppo musicale composto da Iori Nomizu, Misuzu Togashi, Kaori Sadohara e Misato. Nella prima stagione sono state utilizzate quattro sigle di chiusura: per il primo episodio e per l'OAV è stata utilizzata Hatsukoi Winding Road, interpretata da Ririko (doppiatrice di Kayoko Tsumita), amica d'infanzia (doppiata da Risako Murai) e da senpai (doppiata da Midori Tsukimiya), i personaggi dall'universo del galge presente in Date A Live, Fall in Love: My Little Seed (恋して マイ・リトル・シード?, Koishite mai Ritoru Siido). Per i restanti episodi le sigle di chiusura sono interpretate da Iori Nomizu e sono intitolate rispettivamente SAVE MY HEART (episodi 3, 7, 9 e 11), Strawberry Rain (ストロベリーレイン?, Sutoroberī Rein) (episodio 5) ed Save The World (restanti). I diritti dell'anime per la trasmissione in streaming nel Nord America sono stati acquistati da Funimation Entertainment, mentre per la distribuzione home video australiana da Madman Entertainment.
Una seconda stagione dell'anime, intitolata Date A Live II venne annunciata al termine della trasmissione dell'ultimo episodio della prima stagione. Stavolta prodotta dallo studio Production IMS la cui trasmissione fu in seguito confermata per il mese di aprile del 2014 La messa in onda è poi iniziata l'11 aprile 2014 su Tokyo MX e altre reti. Un secondo episodio OAV è stato distribuito in allegato all'edizione limitata del terzo volume dell'Encore in formato Blu-ray il 9 dicembre 2014. La sigla di apertura è intitolata Trust in You interpretata dalle Sweet Arms, mentre la sigla di chiusura è Day to Story di Kaori Sadohara.
Una terza stagione dell'anime, intitolata Date A Live III è stata annunciata attraverso un post di Twitter dall'autore stesso dell'opera. Prodotta dallo studio J.C.Staff, è stata trasmessa dall'11 gennaio al 29 marzo 2019. La sigla di apertura è intitolata I swear sempre delle Sweet Arms, mentre la sigla di chiusura è Last Promise di Eri Yamazaki.
Una quarta stagione dell'anime, intitolata Date A Live IV è stata annunciata sul sito ufficiale. Durante il secondo giorno dell'evento Kadokawa Light Novel Expo 2020 tenutosi il 7 marzo 2021, fu confermato che la quarta stagione sarebbe stata prodotta dallo studio Geek Toys sotto la regia di Jun Nakagawa. La sceneggiatura è stata curata da Fumihiko Shimo, Naoto Nakamura ha curato il character design e Go Sakabe è tornato a comporre la colonna sonora. Originariamente prevista per ottobre 2021, è stata posticipata all'8 aprile 2022 per "varie ragioni". La trasmissione si è poi conclusa il 24 giugno 2022. La sigla iniziale, OveR, è cantata da Miyu Tomita mentre quella di chiusura, S.O.S., da Sweet Arms. In Italia è stata pubblicata in simulcast su Crunchyroll in versione sottotitolata.
Una quinta stagione dell'anime, intitolata Date A Live V è stata annunciata al termine della quarta. Quest'ultima vede il ritorno del cast e dello staff principale della quarta stagione ed è stata trasmessa dal 10 aprile al 26 giugno 2024. La sigla di apertura è Paradoxes di Miyu Tomita mentre quella di chiusura è Hitohira (ヒトヒラ?) delle Sweet Arms. In Italia la serie è stata pubblicata in simulcast su Crunchyroll in versione sottotitolata.
Un altro progetto anime è stato annunciato il 10 aprile 2025.

### Film
Un film intitolato Date A Live The Movie: Mayuri Judgement è stato annunciato alla fine del decimo episodio della seconda serie e distribuito in tutte le sale giapponesi il 22 agosto 2015.
Il 23 settembre 2019 viene annunciato un adattamento dello spin-off Date A Bullet il quale avrebbe dovuto essere un anime televisivo. Il 23 marzo 2020 viene invece confermato da Kadokawa che sarà un film cinematografico che coprirà i primi romanzi. Il 10 luglio successivo viene spiegato che sarà diviso in due film, rispettivamente Date A Bullet: Dead or Bullet uscito il 14 agosto e Date A Bullet: Nightmare or Queen distribuito il 13 novembre.

### Videogiochi
La serie di Date A Live conta anche una serie di videogiochi che sono stati prodotti da Compile Heart e Sting Entertainment. Le storie sono state scritte dall'autore dell'opera Kōshi Tachibana mentre le illustrazioni sono state fatte da Tsunako. Il primo videogioco intitolato Date A Live: Rinne Utopia (デート・ア・ライブ 凜祢ユートピア?, Dēto A Raibu Rinne Yūtopia) è stato pubblicato il 27 giugno 2013. Un video promozionale è stato mostrato presso l'Anime Contents Expo 2013. Il gioco mostra un nuovo personaggio originale chiamato Rinne Sonogami (園神 凜祢?, Sonogami Rinne), doppiata da Kana Hanazawa. Una versione per PlayStation Vita è uscita il 30 luglio 2015, e presenta nuovi personaggi e scenari.
Un secondo videogioco intitolato Date A Live: Ars install (デート・ア・ライブ 或守インストー?, Dēto A Raibu Arusu Instaru) è stato pubblicato il 26 giugno 2014. In questo gioco come nel primo appare un personaggio esclusivo del gioco chiamato Maria Ars (或守 鞠亜 ?, Arusu Maria), insieme a Maria è inoltre presente un secondo personaggio esclusivo del gioco di nome Marina Ars (或守 鞠奈?, Arusu Marina), entrambi i personaggi sono doppiati da Suzuko Mimori. Il gioco è stato in seguito incluso nella versione PS Vita di Date A Live: Rinne Utopia, uscita il 30 luglio 2015.
Un terzo gioco intitolato Date A Live Twin Edition: Rio Reincarnation (デート・ア・ライブ Twin Edition 凜緒リンカーネイション?, Dēto A Raibu Tsuin Edishon Rio Rinkāneishon) è stato annunciato il 14 dicembre 2014 durante il Date A Fes II, il gioco è un sequel dei precedenti e come nei suoi predecessori è presente un nuovo personaggio esclusivo del gioco di nome Rio, doppiata da Ayane Sakura, nel gioco sono inoltre presenti i precedenti personaggi degli altri giochi. Il gioco è stato pubblicato il 30 luglio 2015 per PS Vita. Il 20 giugno 2017, Dengeki PlayStation ha rivelato che tutti e tre i giochi di Data A Live precedentemente pubblicati sarebbero stati raccolti insieme sotto il titolo Data A Live: Rio Reincarnation HD e convertiti per PS4. L'uscita è infine avvenuta il 12 ottobre 2017. Una versione in lingua inglese di Date A Live: Rio Reincarnation è uscita per PS4 e PC rispettivamente il 23 luglio 2019 nel Nord America e il 26 luglio dello stesso anno in Europa. La versione per PS4 è censurata, il che ha causato diverse critiche.
Un quarto gioco dal titolo dal titolo Date A Live Ren Dystopia (デート・ア・ライブ 蓮 デ ィ ス ト ピ ア?, Dēto A Raibu Ren Disutopia) doveva originariamente uscire il 18 luglio 2019 in Giappone per PlayStation 4. Oltre alla versione standard, era presente anche una limitata che comprendeva una scatola disegnata da Tsunako, alcuni romanzi speciali scritti da Kōshi Tachibana (autore originale della serie) e un drama-CD. Per vari motivi, l'uscita è stata posticipata al 24 settembre 2020. Anche in questo gioco appare un personaggio esclusivo chiamato Ren. Una versione per PC è uscita su Steam a livello internazionale il 5 settembre 2024.
Un gioco per cellulari free-to-play intitolato Date A Live: Spirit Pledge è uscito in Cina il 21 settembre 2018. Una versione beta globale è uscita il 26 luglio 2020.

## Accoglienza

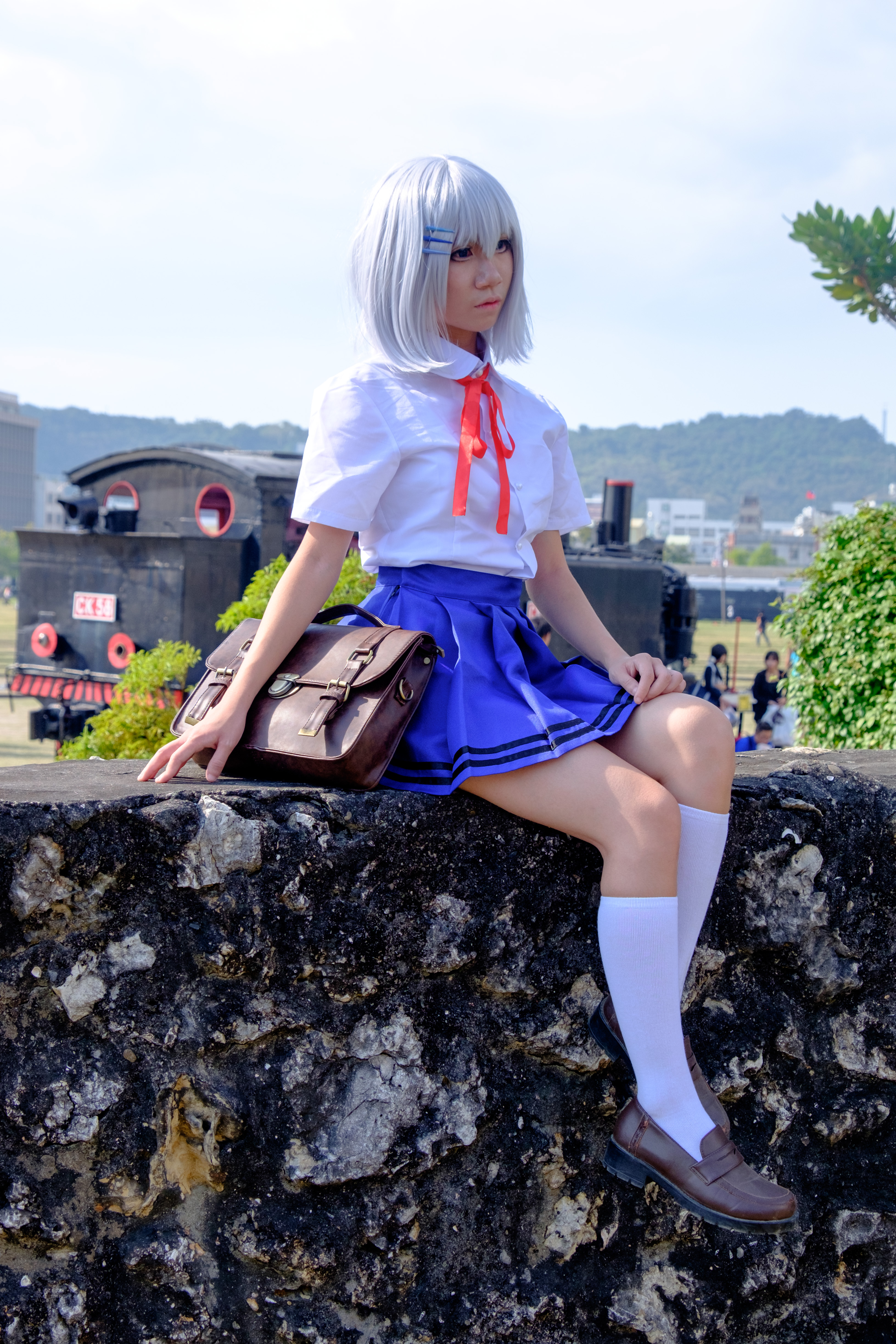
Cosplayer di Origami Tobiichi

Date A Live si è classificata all'ottavo posto con 612 472 copie vendute tra le serie di light novel più vendute nel 2013 in Giappone. Al 2018 la serie ha venduto 4 milioni di copie.
Il primo volume della prima stagione dell'anime si è classificato all'ottavo posto tra le vendite di Blu-ray in Giappone durante la sua settimana di debutto nelle classifiche di Oricon. Il videogioco per PlayStation 3, Date A Live: Rinne Utopia ha venduto 23 340 copie fisiche. Nell'ottobre 2015, l'intero franchise aveva venduto oltre quattro milioni di copie.
Il 12 giugno 2015 il Ministero della Cultura cinese ha inserito Date A Live in una lista di 38 titoli anime e manga la cui distribuzione è stata vietata in Cina.